# Япония на зимних Олимпийских играх 2018
Япония на зимних Олимпийских играх 2018 года была представлена 124 спортсменами в 6 видах спорта. На церемонии открытия право нести национальный флаг было доверено прыгуну с трамплина Нориаки Касаи, а на церемонии закрытия флаг несла конькобежка Нао Кодайра, ставшая олимпийской чемпионкой на дистанции 500 метров и серебряной медалисткой на 1000 метрах. По итогам соревнований на счету японских спортсменов было 4 золотых, 5 серебряных и 4 бронзовые медали, что позволило сборной Японии занять 11-е место в неофициальном медальном зачёте.
Выйдя на старт квалификационного раунда в прыжках с нормального трамплина Нориаки Касай стал единоличным рекордсменом по количеству участий в зимних Олимпийских играх (8 раз подряд в 1992—2018 годах).

## Медали
| Золото  |                                                                     |                                                            |            |
| №       | Спортсмены                                                          | Вид спорта (дисциплина)                                    | Дата       |
| 1       | Юдзуру Ханю                                                         | Фигурное катание (одиночное катание, мужчины)              | 17 февраля |
| 2       | Нао Кодайра                                                         | Конькобежный спорт (500 метров, женщины)                   | 18 февраля |
| 3       | Михо Такаги Аяно Сато Нана Такаги Аяка Кикути                       | Конькобежный спорт (командная гонка, женщины)              | 21 февраля |
| 4       | Нана Такаги                                                         | Конькобежный спорт (масс-старт, женщины)                   | 24 февраля |
| Серебро |                                                                     |                                                            |            |
| №       | Спортсмены                                                          | Вид спорта (дисциплина)                                    | Дата       |
| 1       | Михо Такаги                                                         | Конькобежный спорт (1500 метров, женщины)                  | 12 февраля |
| 2       | Нао Кодайра                                                         | Конькобежный спорт (1000 метров, женщины)                  | 14 февраля |
| 3       | Акито Ватабэ                                                        | Лыжное двоеборье (нормальный трамплин/10 км, мужчины)      | 14 февраля |
| 4       | Аюму Хирано                                                         | Сноуборд (хафпайп, мужчины)                                | 14 февраля |
| 5       | Сёма Уоно                                                           | Фигурное катание (одиночное катание, мужчины)              | 17 февраля |
| Бронза  |                                                                     |                                                            |            |
| №       | Спортсмены                                                          | Вид спорта (дисциплина)                                    | Дата       |
| 1       | Сара Таканаси                                                       | Прыжки на лыжах с трамплина (нормальный трамплин, женщины) | 12 февраля |
| 2       | Даити Хара                                                          | Фристайл (могул, мужчины)                                  | 12 февраля |
| 3       | Михо Такаги                                                         | Конькобежный спорт (1000 метров, женщины)                  | 14 февраля |
| 4       | Сацуки Фудзисава Тинами Ёсида Мари Мотохаси Юрика Ёсида Юми Судзуки | Кёрлинг (женщины)                                          | 24 февраля |

## Состав сборной
Биатлон
1. Микито Татидзаки
2. Рина Мицухаси
3. Юриэ Танака
4. Фуюко Татидзаки
5. Сари Фуруя
6. Асука Хатисука

 Горнолыжный спорт
1. Томоя Исии
2. Наоки Юаса
3. Аса Андо
4. Харуна Исикава

 Кёрлинг
1. Косукэ Мородзуми
2. Юсукэ Мородзуми
3. Тэцуро Симидзу
4. Косукэ Хирата
5. Цуёси Ямагути
6. Тинами Ёсида
7. Юрика Ёсида
8. Мари Мотохаси
9. Юми Судзуки
10. Сацуки Фудзисава

 Конькобежный спорт
1. Сэйтаро Итионэ
2. Дзёдзи Като
3. Сёта Накамура
4. Такуро Ода
5. Шейн Уильямсон
6. Цубаса Хасэгава
7. Рёсукэ Цутия
8. Даити Яманака
9. Ариса Го
10. Эрина Камия
11. Аяка Кикути
12. Нао Кодайра
13. Мисаки Осигири
14. Аяно Сато
15. Михо Такаги
16. Нана Такаги

 Лыжное двоеборье
1. Акито Ватабэ
2. Ёсито Ватабэ
3. Такихиро Ватанабэ
4. Хидэаки Нагаи
5. Го Ямамото

 Лыжные гонки
1. Кэйсин Ёсида
2. Масако Исида

 Прыжки на лыжах с трамплина
1. Дайки Ито
2. Нориаки Касай
3. Дзюнсиро Кобаяси
4. Рёю Кобаяси
5. Таку Такэути
6. Юки Ито
7. Каори Ивабути
8. Юка Сэто
9. Сара Таканаси

 Скелетон
1. Кацуюки Миядзима
2. Хироацу Такахаси
3. Такако Огути

 Сноуборд
1. Райбу Китаяма
2. Хироаки Кунитакэ
3. Юри Окубо
4. Масаки Сиба
5. Юто Тоцука
6. Аюму Хирано
7. Таку Хираока
8. Рэйра Ивабути
9. Куруми Имаи
10. Харуна Мацумото
11. Мияби Оницука
12. Хикару Оэ
13. Томока Такэути
14. Сэна Томита
15. Юка Фудзимори
16. Асами Хироно

 Фигурное катание
1. Рюити Кихара
2. Крис Рид
3. Кэйдзи Танака
4. Сёма Уно
5. Юдзуру Ханю
6. Сатоко Мияхара
7. Кана Мурамото
8. Каори Сакамото
9. Миу Судзаки

 Фристайл
1. Нобуюки Ниси
2. Наоя Табара
3. Даити Хара
4. Икума Хорисима
5. Со Эндо
6. Тайсэй Ямамото
7. Юриэ Ватабэ
8. Ариса Мурата
9. Аяна Онодзука
10. Саори Судзуки
11. Рэйна Умэхара

 Хоккей
1. Юриэ Адати
2. Харуна Ёнэяма
3. Томоми Ивахара
4. Сиори Койкэ
5. Май Кондо
6. Аканэ Кониси
7. Ханаэ Кубо
8. Ами Накамура
9. Сёко Оно
10. Тихо Осава
11. Аои Сига
12. Михо Сисиути
13. Сэна Судзуки
14. Судзука Така
15. Аина Такэути
16. Аяка Токо
17. Харука Токо
18. Нахо Тэрасима
19. Руи Укита
20. Моэко Фудзимото
21. Нана Фудзимото
22. Мика Хори
23. Аканэ Хосоямада

 Шорт-трек
1. Кэйта Ватанабэ
2. Хироки Ёкояма
3. Кадзуки Ёсинага
4. Рёсукэ Сакадзумэ
5. Аюко Ито
6. Сионэ Каминага
7. Сумирэ Кикути
8. Юки Кикути
9. Хитоми Сайто

## Результаты соревнований

### Биатлон
Большинство олимпийских лицензий на Игры 2018 года были распределены по результатам выступления стран в зачёт Кубка наций в рамках Кубка мира 2016/2017. По его результатам мужская сборная Японии заняла 24-е место, в результате чего осталась без олимпийских лицензий, однако получила одно место по квоте IBU. Женская сборная, занявшая 18-е место получила право заявить для участия в соревнованиях 5 спортсменок. При этом в одной дисциплине страна может выставить не более четырёх биатлонисток.
Мужчины
| Соревнование         | Спортсмены       | Стрельба | Время   | Место | Отставание |
| -------------------- | ---------------- | -------- | ------- | ----- | ---------- |
| спринт               | Микито Татидзаки | 0+3      | 27:27,1 | 84    | +3:48,3    |
| индивидуальная гонка | Микито Татидзаки | 0+1+2+0  | 54:11,5 | 64    | +6:07,7    |

Женщины
| Соревнование         | Спортсмены                                           | Стрельба                            | Время                                     | Место          | Отставание                              |
| -------------------- | ---------------------------------------------------- | ----------------------------------- | ----------------------------------------- | -------------- | --------------------------------------- |
| спринт               | Фуюко Татидзаки                                      | 0+1                                 | 23:19,7                                   | 42             | +2:13,5                                 |
| спринт               | Сари Фуруя                                           | 1+1                                 | 23:21,5                                   | 49             | +2:15,3                                 |
| спринт               | Юриэ Танака                                          | 1+1                                 | 24:21,6                                   | 68             | +3:15,4                                 |
| спринт               | Рина Мицухаси                                        | 3+2                                 | 25:53,1                                   | 85             | +4:46,9                                 |
| гонка преследования  | Сари Фуруя                                           | 2+1+1+1                             | 37:02,1                                   | 54             | +6:26,8                                 |
| гонка преследования  | Фуюко Татидзаки                                      | 2+0+2+3                             | 37:07,9                                   | 56             | +6:26,8                                 |
| индивидуальная гонка | Фуюко Татидзаки                                      | 3+1+2+1                             | 50:06,9                                   | 76             | +8:59,7                                 |
| индивидуальная гонка | Юриэ Танака                                          | 2+2+0+1                             | 50:28,0                                   | 80             | +9:20,8                                 |
| индивидуальная гонка | Асука Хатисука                                       | 1+1+1+1                             | 50:30,2                                   | 81             | +9:23,0                                 |
| индивидуальная гонка | Сари Фуруя                                           | 2+2+3+2                             | 53:11,0                                   | 85             | +12:03,8                                |
| эстафета 4×6 км      | Фуюко Татидзаки Сари Фуруя Рина Мицухаси Юриэ Танака | 2+9 0+0 0+2 0+1 2+3 0+1 0+0 0+0 0+2 | 1:15:47,7 17:51,6 19:50,2 18:40,0 19:25,9 | 17 14 15 16 17 | +3:44,3 +1:02,6 +2:19,6 +2:03,1 +3:44,3 |

### Бобслей

#### Скелетон
Квалификация спортсменов для участия в Олимпийских играх осуществлялась на основании рейтинга IBSF (англ. IBSF Ranking) по состоянию на 14 января 2018 года. По его результатам сборная Японии завоевала две олимпийские лицензии в мужском скелетоне.
Мужчины
| Соревнование | Спортсмены       | 1 заезд   | 1 заезд | 2 заезд   | 2 заезд | 3 заезд   | 3 заезд | 4 заезд              | 4 заезд              | Итоговый результат | Итоговое место | Отставание |
| Соревнование | Спортсмены       | Результат | Место   | Результат | Место   | Результат | Место   | Результат            | Место                | Итоговый результат | Итоговое место | Отставание |
| ------------ | ---------------- | --------- | ------- | --------- | ------- | --------- | ------- | -------------------- | -------------------- | ------------------ | -------------- | ---------- |
| мужчины      | Хироацу Такахаси | 52,00     | 27      | 51,50     | 21      | 51,19     | 16      | завершил выступление | завершил выступление | 2:34,69            | 22             | —          |
| мужчины      | Кацуюки Миядзима | 51,63     | 20      | 52,15     | 27      | 51,80     | 24      | завершил выступление | завершил выступление | 2:35,58            | 26             | —          |

Женщины
| Соревнование | Спортсмены   | 1 заезд   | 1 заезд | 2 заезд   | 2 заезд | 3 заезд   | 3 заезд | 4 заезд   | 4 заезд | Итоговый результат | Итоговое место | Отставание |
| Соревнование | Спортсмены   | Результат | Место   | Результат | Место   | Результат | Место   | Результат | Место   | Итоговый результат | Итоговое место | Отставание |
| ------------ | ------------ | --------- | ------- | --------- | ------- | --------- | ------- | --------- | ------- | ------------------ | -------------- | ---------- |
| женщины      | Такако Огути | 53,82     | 19      | 53,41     | 18      | 53,62     | 19      | 53,11     | 18      | 3:33,96            | 19             | +6,68      |

### Кёрлинг

#### Мужчины
Олимпийскую лицензию в мужском кёрлинге сборная Японии получила, заняв по результатам последних двух чемпионатов мира итоговое 4-е место.
Состав
| Четвёртый       | Третий         | Второй        | Ведущий          | Запасной      |
| --------------- | -------------- | ------------- | ---------------- | ------------- |
| Юсукэ Мородзуми | Тэцуро Симидзу | Цуёси Ямагути | Косукэ Мородзуми | Косукэ Хирата |

| Место | Команда          | В | П | КЗ | КП | ВЭ | ПЭ | ОЭ | УЭ | ППД |
| ----- | ---------------- | - | - | -- | -- | -- | -- | -- | -- | --- |
| 1     | Швеция           | 7 | 2 | 60 | 36 | 35 | 29 | 12 | 8  | 87% |
| 2     | Канада           | 6 | 3 | 48 | 43 | 38 | 37 | 13 | 9  | 86% |
| 3     | США              | 5 | 4 | 57 | 59 | 39 | 40 | 4  | 6  | 79% |
| 4     | Великобритания   | 5 | 4 | 51 | 50 | 41 | 38 | 8  | 5  | 82% |
| 4     | Швейцария        | 5 | 4 | 60 | 54 | 44 | 39 | 11 | 8  | 83% |
| 6     | Норвегия         | 4 | 5 | 45 | 54 | 32 | 36 | 6  | 6  | 81% |
| 7     | Республика Корея | 4 | 5 | 54 | 59 | 40 | 41 | 7  | 8  | 82% |
| 8     | Япония           | 4 | 5 | 52 | 48 | 30 | 31 | 12 | 5  | 82% |
| 9     | Италия           | 3 | 6 | 50 | 56 | 42 | 45 | 15 | 8  | 81% |
| 10    | Дания            | 2 | 7 | 50 | 62 | 38 | 41 | 12 | 5  | 83% |

Результаты
Время местное (UTC+9).

| Площадка D | 1 | 2 | 3 | 4 | 5 | 6 | 7 | 8 | 9 | 10 | Всего |
| Норвегия   | 1 | 0 | 0 | 0 | 1 | 1 | 0 | 1 | 0 | X  | 4     |
| Япония     | 0 | 1 | 1 | 1 | 0 | 0 | 2 | 0 | 1 | X  | 6     |

| Площадка A | 1 | 2 | 3 | 4 | 5 | 6 | 7 | 8 | 9 | 10 | Всего |
| Япония     | 0 | 2 | 0 | 1 | 0 | 0 | 0 | 2 | 0 | 0  | 5     |
| Швейцария  | 3 | 0 | 1 | 0 | 0 | 1 | 0 | 0 | 0 | 1  | 6     |

| Площадка B | 1 | 2 | 3 | 4 | 5 | 6 | 7 | 8 | 9 | 10 | Всего |
| США        | 0 | 0 | 0 | 0 | 2 | 0 | 0 | Х | Х | Х  | 2     |
| Япония     | 2 | 1 | 1 | 0 | 0 | 2 | 2 | Х | Х | Х  | 10    |

| Площадка B | 1 | 2 | 3 | 4 | 5 | 6 | 7 | 8 | 9 | 10 | Всего |
| Япония     | 0 | 2 | 0 | 0 | 1 | 0 | 1 | 0 | 0 | Х  | 4     |
| Канада     | 1 | 0 | 2 | 1 | 0 | 2 | 0 | 1 | 1 | Х  | 8     |

| Площадка D       | 1 | 2 | 3 | 4 | 5 | 6 | 7 | 8 | 9 | 10 | Всего |
| Республика Корея | 1 | 0 | 2 | 0 | 0 | 4 | 0 | 3 | X | X  | 10    |
| Япония           | 0 | 1 | 0 | 2 | 0 | 0 | 1 | 0 | X | X  | 4     |

| Площадка C     | 1 | 2 | 3 | 4 | 5 | 6 | 7 | 8 | 9 | 10 | Всего |
| Великобритания | 1 | 0 | 2 | 0 | 0 | 1 | 0 | 1 | 0 | 1  | 6     |
| Япония         | 0 | 1 | 0 | 0 | 1 | 0 | 2 | 0 | 1 | 0  | 5     |

| Площадка D | 1 | 2 | 3 | 4 | 5 | 6 | 7 | 8 | 9 | 10 | Всего |
| Япония     | 2 | 0 | 1 | 0 | 2 | 0 | 0 | 0 | 0 | 1  | 6     |
| Италия     | 0 | 1 | 0 | 2 | 0 | 0 | 0 | 1 | 1 | 0  | 5     |

| Площадка A | 1 | 2 | 3 | 4 | 5 | 6 | 7 | 8 | 9 | 10 | Всего |
| Швеция     | 3 | 0 | 2 | 0 | 0 | 1 | 0 | 5 | X | X  | 11    |
| Япония     | 0 | 1 | 0 | 0 | 1 | 0 | 2 | 0 | X | X  | 4     |

| Площадка C | 1 | 2 | 3 | 4 | 5 | 6 | 7 | 8 | 9 | 10 | Всего |
| Япония     | 0 | 0 | 3 | 0 | 0 | 2 | 0 | 0 | 0 | 1  | 6     |
| Дания      | 1 | 0 | 0 | 1 | 0 | 0 | 0 | 2 | 0 | 0  | 4     |

Итог: мужская сборная Японии по кёрлингу заняла 8-е место.

#### Женщины
Олимпийскую лицензию в женском кёрлинге сборная Японии получила, заняв по результатам последних двух чемпионатов мира итоговое 8-е место.
Состав
| Четвёртый        | Третий       | Второй        | Ведущий     | Запасной    |
| ---------------- | ------------ | ------------- | ----------- | ----------- |
| Сацуки Фудзисава | Тинами Ёсида | Мари Мотохаси | Юрика Ёсида | Юми Судзуки |

| Место | Команда          | В | П | КЗ | КП | ВЭ | ПЭ | ОЭ | УЭ | ППД |
| ----- | ---------------- | - | - | -- | -- | -- | -- | -- | -- | --- |
| 1     | Республика Корея | 8 | 1 | 75 | 44 | 41 | 34 | 5  | 15 | 79% |
| 2     | Швеция           | 7 | 2 | 64 | 48 | 42 | 34 | 14 | 13 | 83% |
| 3     | Великобритания   | 6 | 3 | 61 | 56 | 39 | 38 | 12 | 6  | 79% |
| 4     | Япония           | 5 | 4 | 59 | 55 | 38 | 36 | 10 | 13 | 75% |
| 5     | Китай            | 4 | 5 | 57 | 65 | 35 | 38 | 12 | 5  | 78% |
| 6     | Канада           | 4 | 5 | 68 | 59 | 40 | 36 | 10 | 12 | 81% |
| 7     | США              | 4 | 5 | 60 | 55 | 34 | 37 | 12 | 7  | 78% |
| 8     | Швейцария        | 4 | 5 | 56 | 65 | 38 | 39 | 7  | 6  | 78% |
| 9     | ОСР              | 2 | 7 | 45 | 76 | 34 | 40 | 8  | 6  | 76% |
| 10    | Дания            | 1 | 8 | 50 | 72 | 32 | 41 | 10 | 6  | 73% |

Результаты
Время местное (UTC+9).

| Площадка A | 1 | 2 | 3 | 4 | 5 | 6 | 7 | 8 | 9 | 10 | Всего |
| Япония     | 2 | 2 | 3 | 0 | 1 | 0 | 0 | 1 | 1 | X  | 10    |
| США        | 0 | 0 | 0 | 1 | 0 | 3 | 1 | 0 | 0 | X  | 5     |

| Площадка D       | 1 | 2 | 3 | 4 | 5 | 6 | 7 | 8 | 9 | 10 | Всего |
| Республика Корея | 0 | 2 | 0 | 1 | 0 | 1 | 1 | 0 | 0 | 0  | 5     |
| Япония           | 1 | 0 | 1 | 0 | 1 | 0 | 0 | 1 | 2 | 1  | 7     |

| Площадка A | 1 | 2 | 3 | 4 | 5 | 6 | 7 | 8 | 9 | 10 | Всего |
| ОСР        | 1 | 0 | 2 | 0 | 1 | 0 | 0 | 1 | 0 | Х  | 5     |
| Япония     | 0 | 2 | 0 | 2 | 0 | 1 | 3 | 0 | 2 | Х  | 10    |

| Площадка D | 1 | 2 | 3 | 4 | 5 | 6 | 7 | 8 | 9 | 10 | Всего |
| Япония     | 0 | 1 | 0 | 0 | 1 | 0 | 0 | 0 | 2 | 1  | 5     |
| Швеция     | 0 | 0 | 1 | 1 | 0 | 1 | 0 | 1 | 0 | 0  | 4     |

| Площадка B | 1 | 2 | 3 | 4 | 5 | 6 | 7 | 8 | 9 | 10 | Всего |
| Швейцария  | 0 | 2 | 0 | 4 | 0 | 0 | 0 | 1 | 1 | X  | 8     |
| Япония     | 0 | 0 | 1 | 0 | 2 | 0 | 1 | 0 | 0 | X  | 4     |

| Площадка B | 1 | 2 | 3 | 4 | 5 | 6 | 7 | 8 | 9 | 10 | Всего |
| Дания      | 0 | 0 | 0 | 3 | 0 | 1 | 0 | 0 | 1 | X  | 5     |
| Япония     | 0 | 2 | 1 | 0 | 0 | 0 | 3 | 2 | 0 | X  | 8     |

| Площадка C | 1 | 2 | 3 | 4 | 5 | 6 | 7 | 8 | 9 | 10 | 11 | Всего |
| Япония     | 2 | 1 | 0 | 1 | 0 | 1 | 0 | 0 | 0 | 1  | 0  | 6     |
| Китай      | 0 | 0 | 2 | 0 | 1 | 0 | 0 | 3 | 0 | 0  | 1  | 7     |

| Площадка B | 1 | 2 | 3 | 4 | 5 | 6 | 7 | 8 | 9 | 10 | Всего |
| Япония     | 0 | 1 | 0 | 0 | 0 | 2 | 0 | X | X | X  | 3     |
| Канада     | 1 | 0 | 0 | 1 | 4 | 0 | 2 | X | X | X  | 8     |

| Площадка C     | 1 | 2 | 3 | 4 | 5 | 6 | 7 | 8 | 9 | 10 | Всего |
| Великобритания | 1 | 0 | 1 | 1 | 0 | 3 | 0 | 1 | 1 | 0  | 8     |
| Япония         | 0 | 3 | 0 | 0 | 0 | 0 | 2 | 0 | 0 | 1  | 6     |

Полуфинал
23 февраля, 20:05
| Команда          | 1 | 2 | 3 | 4 | 5 | 6 | 7 | 8 | 9 | 10 | 11 | Всего |
| Республика Корея | 3 | 0 | 1 | 0 | 2 | 0 | 0 | 1 | 0 | 0  | 1  | 8     |
| Япония           | 0 | 2 | 0 | 1 | 0 | 1 | 0 | 0 | 2 | 1  | 0  | 7     |

Матч за 3-е место
24 февраля, 20:05
| Команда        | 1 | 2 | 3 | 4 | 5 | 6 | 7 | 8 | 9 | 10 | Всего |
| Великобритания | 1 | 0 | 1 | 0 | 1 | 0 | 0 | 0 | 0 | 0  | 3     |
| Япония         | 0 | 1 | 0 | 1 | 0 | 0 | 0 | 1 | 1 | 1  | 5     |

Итог: женская сборная Японии по кёрлингу стала бронзовым призёром Олимпийских игр.

### Коньковые виды спорта

#### Конькобежный спорт
По сравнению с прошлыми Играми в программе конькобежного спорта произошёл ряд изменений. Были добавлены соревнвнования в масс-старте, где спортсменам необходимо будет преодолеть 16 кругов, с тремя промежуточными финишами, набранные очки на которых помогут в распределении мест, начиная с 4-го. Также впервые с 1994 года конькобежцы будут бежать дистанцию 500 метров только один раз. Распределение квот происходило по итогам первых четырёх этапов Кубка мира. По их результатам был сформирован сводный квалификационный список, согласно которому сборная Японии стала обладателем 31 олимпийской лицензии на 13 дистанциях. При этом Япония вошла в число трёх стран (наряду с Нидерландами и Канадой), кому удалось завоевать все 17 квот в женской части соревнований.
Мужчины
Индивидуальные гонки
| Соревнование  | Спортсмены      | Результат | Место | Отставание |
| ------------- | --------------- | --------- | ----- | ---------- |
| 500 метров    | Даити Яманака   | 34,78     | 5     | +0,37      |
| 500 метров    | Дзёдзи Като     | 34,831    | 6     | +0,42      |
| 500 метров    | Цубаса Хасэгава | 35,08     | 14    | +0,67      |
| 1000 метров   | Такуро Ода      | 1:08,568  | 5     | +0,61      |
| 1000 метров   | Цубаса Хасэгава | 1:09,83   | 20    | +1,88      |
| 1000 метров   | Даити Яманака   | 1:10,027  | 24    | +2,07      |
| 1500 метров   | Такуро Ода      | 1:45,44   | 5     | +1,43      |
| 1500 метров   | Шейн Уильямсон  | 1:46,21   | 10    | +2,20      |
| 1500 метров   | Сёта Накамура   | 1:47,38   | 24    | +3,37      |
| 5000 метров   | Сэйтаро Итионэ  | 6:16,55   | 9     | +6,79      |
| 5000 метров   | Рёсукэ Цутия    | 6:22,45   | 16    | +12,69     |
| 10 000 метров | Рёсукэ Цутия    | 13:10,31  | 10    | +30,54     |

Масс-старт
| Соревнование | Спортсмены     | Полуфинал | Полуфинал | Полуфинал | Полуфинал | Полуфинал | Финал                | Финал                | Финал                | Финал                |
| Соревнование | Спортсмены     | Забег     | Круги     | Очки      | Время     | Место     | Круги                | Очки                 | Время                | Место                |
| ------------ | -------------- | --------- | --------- | --------- | --------- | --------- | -------------------- | -------------------- | -------------------- | -------------------- |
| масс-старт   | Шейн Уильямсон | 1         | 16        | 20        | 8:25,44   | 3 Q       | 16                   | 0                    | 7:46,19              | 11                   |
| масс-старт   | Рёсукэ Цутия   | 2         | 8         | 0         | 7:55,77   | 11        | завершил выступление | завершил выступление | завершил выступление | завершил выступление |

Командная гонка
| Соревнование    | Спортсмены                                                     | Четвертьфинал | Четвертьфинал | Четвертьфинал | Полуфинал            | Финал                | Итоговое Место |
| Соревнование    | Спортсмены                                                     | Забег         | Время         | Место         | Соперник / Результат | Соперник / Результат | Итоговое Место |
| --------------- | -------------------------------------------------------------- | ------------- | ------------- | ------------- | -------------------- | -------------------- | -------------- |
| командная гонка | Сэйтаро Итионэ Шейн Уильямсон Рёсукэ Цутия QF Сёта Накамура QF | 3             | 3:41,62       | 5 QC          | не участвовали       | Финал C              | 5              |
| командная гонка | Сэйтаро Итионэ Шейн Уильямсон Рёсукэ Цутия QF Сёта Накамура QF | 3             | 3:41,62       | 5 QC          | не участвовали       | Италия · В 3:41,62   | 5              |

Женщины
Индивидуальные гонки
| Соревнование | Спортсмены     | Результат | Место | Отставание |
| ------------ | -------------- | --------- | ----- | ---------- |
| 500 метров   | Нао Кодайра    | 36,94     | 1     | +0,00      |
| 500 метров   | Ариса Го       | 37,67     | 8     | +0,73      |
| 500 метров   | Эрина Камия    | 38,255    | 13    | +1,31      |
| 1000 метров  | Нао Кодайра    | 1:13,82   | 2     | +0,26      |
| 1000 метров  | Михо Такаги    | 1:13,98   | 3     | +0,42      |
| 1000 метров  | Ариса Го       | 1:15,84   | 13    | +2,28      |
| 1500 метров  | Михо Такаги    | 1:54,55   | 2     | +0,20      |
| 1500 метров  | Нао Кодайра    | 1:56,11   | 6     | +1,76      |
| 1500 метров  | Аяка Кикути    | 1:58,92   | 16    | +4,57      |
| 3000 метров  | Михо Такаги    | 4:01,35   | 5     | +2,14      |
| 3000 метров  | Аяно Сато      | 4:04,35   | 8     | +5,14      |
| 3000 метров  | Аяка Кикути    | 4:13,25   | 19    | +14,04     |
| 5000 метров  | Масаки Осигири | 7:07,71   | 9     | +17,48     |
| 5000 метров  | Нана Такаги    | 7:17,45   | 12    | +27,22     |

Масс-старт
| Соревнование | Спортсмены  | Полуфинал | Полуфинал | Полуфинал | Полуфинал | Полуфинал | Финал                 | Финал                 | Финал                 | Финал                 |
| Соревнование | Спортсмены  | Забег     | Круги     | Очки      | Время     | Место     | Круги                 | Очки                  | Время                 | Место                 |
| ------------ | ----------- | --------- | --------- | --------- | --------- | --------- | --------------------- | --------------------- | --------------------- | --------------------- |
| масс-старт   | Нана Такаги | 1         | 16        | 5         | 8:55,14   | 5 Q       | 16                    | 60                    | 8:32,87               | 1                     |
| масс-старт   | Аяно Сато   | 2         | 8         | 0         | 4:49,19   | 12        | завершила выступление | завершила выступление | завершила выступление | завершила выступление |

Командная гонка
| Соревнование    | Спортсмены                                              | Четвертьфинал | Четвертьфинал | Четвертьфинал | Полуфинал            | Финал                  | Итоговое Место |
| Соревнование    | Спортсмены                                              | Забег         | Время         | Место         | Соперник / Результат | Соперник / Результат   | Итоговое Место |
| --------------- | ------------------------------------------------------- | ------------- | ------------- | ------------- | -------------------- | ---------------------- | -------------- |
| командная гонка | Михо Такаги Нана Такаги Аяно Сато QF, FB Аяка Кикути SF | 2             | 2:56,09       | 2 Q           | Канада · В 2:58,94   | Нидерланды · В 2:53,89 | 1              |

#### Фигурное катание
Большинство олимпийских лицензий на Игры 2018 года были распределены по результатам выступления спортсменов в рамках чемпионата мира 2017 года. По его результатам сборная Японии смогла завоевать пять лицензий в одиночном катании (3 у мужчин и 2 у женщин). Для получения недостающих олимпийских квот необходимо было успешно выступить на турнире Nebelhorn Trophy, где нужно было попасть в число 4-6 сильнейших в зависимости от дисциплины. По итогам трёх дней соревнований японским спортсменам удалось завоевать лицензию в танцах на льду, благодаря второму месту Каны Мурамото и Криса Рида. Также сборная Японии получила право выступить в командных соревнованиях. В конце декабря 2017 года был обнародован состав сборной на Олимпийские игры.
| Соревнование              | Спортсмены               | Короткая программа | Короткая программа | Произвольная программа | Произвольная программа | Всего        | Всего |
| Соревнование              | Спортсмены               | Сумма баллов       | Место              | Сумма баллов           | Место                  | Сумма баллов | Место |
| ------------------------- | ------------------------ | ------------------ | ------------------ | ---------------------- | ---------------------- | ------------ | ----- |
| мужское одиночное катание | Юдзуру Ханю              | 111,68             | 1 Q                | 206,17                 | 2                      | 317,85       | 1     |
| мужское одиночное катание | Сёма Уно                 | 104,17             | 3 Q                | 202,73                 | 3                      | 306,90       | 2     |
| мужское одиночное катание | Кэйдзи Танака            | 80,05              | 20 Q               | 164,78                 | 15                     | 244,83       | 18    |
| женское одиночное катание | Сатоко Мияхара           | 75,94              | 4 Q                | 146,44                 | 4                      | 222,38       | 4     |
| женское одиночное катание | Каори Сакамото           | 73,18              | 5 Q                | 136,53                 | 6                      | 209,71       | 6     |
| парное катание            | Миу Судзаки Рюити Кихара | 57,74              | 21                 | завершили выступление  | завершили выступление  | 57,74        | 21    |
| танцы на льду             | Кана Мурамото Крис Рид   | 63,41              | 15 Q               | 97,22                  | 13                     | 160,63       | 15    |

Командные соревнования
| Соревнование           | Спортсмены | Короткая программа        | Короткая программа       | Короткая программа     | Короткая программа      | Произвольная программа   | Произвольная программа   | Произвольная программа  | Произвольная программа  | Всего     | Всего |
| Соревнование           | Спортсмены | Мужчины                   | Женщины                  | Пары                   | Танцы                   | Мужчины                  | Женщины                  | Пары                    | Танцы                   | Результат | Место |
| ---------------------- | --- | ------------------------- | ------------------------ | ---------------------- | ----------------------- | ------------------------ | ------------------------ | ----------------------- | ----------------------- | --------- | ----- |
| командные соревнования | Сёма Уно (КП) Кэйдзи Танака (ПП) Сатоко Мияхара (КП) Каори Сакамото (ПП) Миу Судзаки / Рюити Кихара Кана Мурамото / Крис Рид | 103,25 1-е место 10 очков | 68,95 4 -е место 7 очков | 57,42 8-е место 3 очка | 62,15 5-е место 6 очков | 148,36 5-е место 6 очков | 131,91 5-е место 6 очков | 97,67 5-е место 6 очков | 87,88 5-е место 6 очков | 50 очков  | 5     |

#### Шорт-трек
Квалификация на зимние Олимпийские игры в шорт-треке проходила по результатам четырёх этапов Кубка мира 2017/2018. По итогам этих турниров был сформирован олимпийский квалификационный лист, согласно которому сборная Японии попала в число восьми сильнейших в эстафетном зачёте, как у мужчин, так и у женщин. Благодаря этому японская сборная получила возможность заявить для участия в Играх по 5 спортсменов.
12 июля стало известно, что допинг-проба Кэя Сайто дала положительный результат на диуретик. Спортсмен лишился права участвовать в соревнованиях и покинул расположение сборной Японии.
Мужчины
| Соревнование | Спортсмены                                                    | Отборочный раунд | Отборочный раунд | Отборочный раунд | Четвертьфинал        | Четвертьфинал        | Четвертьфинал        | Полуфинал            | Полуфинал            | Полуфинал            | Финал                | Финал                | Итоговое место |
| Соревнование | Спортсмены                                                    | Забег            | Результат        | Место            | Забег                | Результат            | Место                | Забег                | Результат            | Место                | Результат            | Место                | Итоговое место |
| ------------ | ------------------------------------------------------------- | ---------------- | ---------------- | ---------------- | -------------------- | -------------------- | -------------------- | -------------------- | -------------------- | -------------------- | -------------------- | -------------------- | -------------- |
| 500 метров   | Рёсукэ Сакадзумэ                                              | 6                | 40,658           | 2 Q              | 3                    | 40,563               | 2 Q                  | 2                    | 40,434               | 4                    | Финал B              | Финал B              | 8              |
| 500 метров   | Рёсукэ Сакадзумэ                                              | 6                | 40,658           | 2 Q              | 3                    | 40,563               | 2 Q                  | 2                    | 40,434               | 4                    | 40,985               | 4                    | 8              |
| 500 метров   | Кэйта Ватанабэ                                                | 7                | 41,678           | 2 Q              | 2                    | 41,354               | 4                    | завершил выступление | завершил выступление | завершил выступление | завершил выступление | завершил выступление | 16             |
| 1000 метров  | Рёсукэ Сакадзумэ                                              | 1                | ADV              | —                | 3                    | 1:24,099             | 2 Q                  | 2                    | 1:24,317             | 3                    | Финал B              | Финал B              | 5              |
| 1000 метров  | Рёсукэ Сакадзумэ                                              | 1                | ADV              | —                | 3                    | 1:24,099             | 2 Q                  | 2                    | 1:24,317             | 3                    | 1:27,522             | 1                    | 5              |
| 1000 метров  | Кадзуки Ёсинага                                               | 2                | 1:24,030         | 2 Q              | 2                    | 1:24,649             | 4                    | завершил выступление | завершил выступление | завершил выступление | завершил выступление | завершил выступление | 13             |
| 1000 метров  | Кэйта Ватанабэ                                                | 3                | 1:24,078         | 3                | завершил выступление | завершил выступление | завершил выступление | завершил выступление | завершил выступление | завершил выступление | завершил выступление | завершил выступление | 21             |
| 1500 метров  | Хироки Ёкояма                                                 | 1                | 2:13,323         | 4                | не проводится        | не проводится        | не проводится        | завершил выступление | завершил выступление | завершил выступление | завершил выступление | завершил выступление | 23             |
| 1500 метров  | Кэйто Ватанабэ                                                | 5                | 2:19,205         | 4                | не проводится        | не проводится        | не проводится        | завершил выступление | завершил выступление | завершил выступление | завершил выступление | завершил выступление | 26             |
| 1500 метров  | Кадзуки Ёсинага                                               | 4                | PEN              | —                | не проводится        | не проводится        | не проводится        | завершил выступление | завершил выступление | завершил выступление | завершил выступление | завершил выступление | —              |
| эстафета     | Кэйта Ватанабэ Рёсукэ Сакадзумэ Кадзуки Ёсинага Хироки Ёкояма | не проводится    | не проводится    | не проводится    | не проводится        | не проводится        | не проводится        | 2                    | 6:42,655             | 4 QB                 | Финал B              | Финал B              | 7              |
| эстафета     | Кэйта Ватанабэ Рёсукэ Сакадзумэ Кадзуки Ёсинага Хироки Ёкояма | не проводится    | не проводится    | не проводится    | не проводится        | не проводится        | не проводится        | 2                    | 6:42,655             | 4 QB                 | 7:02,554             | 3                    | 7              |

Женщины
| Соревнование | Спортсмены                                                    | Отборочный раунд | Отборочный раунд | Отборочный раунд | Четвертьфинал         | Четвертьфинал         | Четвертьфинал         | Полуфинал             | Полуфинал             | Полуфинал             | Финал                 | Финал                 | Итоговое место |
| Соревнование | Спортсмены                                                    | Забег            | Результат        | Место            | Забег                 | Результат             | Место                 | Забег                 | Результат             | Место                 | Результат             | Место                 | Итоговое место |
| ------------ | ------------------------------------------------------------- | ---------------- | ---------------- | ---------------- | --------------------- | --------------------- | --------------------- | --------------------- | --------------------- | --------------------- | --------------------- | --------------------- | -------------- |
| 500 метров   | Сумирэ Кикути                                                 | 3                | 44,838           | 4                | завершила выступление | завершила выступление | завершила выступление | завершила выступление | завершила выступление | завершила выступление | завершила выступление | завершила выступление | 29             |
| 1000 метров  | Хитоми Сайто                                                  | 8                | 1:32,457         | 2 Q              | 2                     | 1:30,804              | 4                     | завершила выступление | завершила выступление | завершила выступление | завершила выступление | завершила выступление | 16             |
| 1000 метров  | Сумирэ Кикути                                                 | 7                | 1:30,970         | 3                | завершила выступление | завершила выступление | завершила выступление | завершила выступление | завершила выступление | завершила выступление | завершила выступление | завершила выступление | 20             |
| 1500 метров  | Сумирэ Кикути                                                 | 1                | 2:29,665         | 3 Q              | не проводится         | не проводится         | не проводится         | 2                     | 2:34.526              | 3 QB                  | Финал B               | Финал B               | 11             |
| 1500 метров  | Сумирэ Кикути                                                 | 1                | 2:29,665         | 3 Q              | не проводится         | не проводится         | не проводится         | 2                     | 2:34.526              | 3 QB                  | 2:54,450              | 4                     | 11             |
| 1500 метров  | Сионэ Каминага                                                | 6                | 2:28,719         | 6                | не проводится         | не проводится         | не проводится         | завершила выступление | завершила выступление | завершила выступление | завершила выступление | завершила выступление | 30             |
| 1500 метров  | Юки Кикути                                                    | 4                | PEN              | —                | не проводится         | не проводится         | не проводится         | завершила выступление | завершила выступление | завершила выступление | завершила выступление | завершила выступление | —              |
| эстафета     | Хитоми Сайто Сумирэ Кикути Сионэ Каминага Юки Кикути Аюко Ито | не проводится    | не проводится    | не проводится    | не проводится         | не проводится         | не проводится         | 2                     | 4:12,664              | 4 QB                  | Финал B               | Финал B               | 6              |
| эстафета     | Хитоми Сайто Сумирэ Кикути Сионэ Каминага Юки Кикути Аюко Ито | не проводится    | не проводится    | не проводится    | не проводится         | не проводится         | не проводится         | 2                     | 4:12,664              | 4 QB                  | 4:13,072              | 4                     | 6              |

### Лыжные виды спорта

#### Горнолыжный спорт
Квалификация спортсменов для участия в Олимпийских играх осуществлялась на основании специального квалификационного рейтинга FIS по состоянию на 21 января 2018 года. При этом НОК для участия в Олимпийских играх мог выбрать только того спортсмена, который вошёл в топ-500 олимпийского рейтинга в своей дисциплине, и при этом имел определённое количество очков, согласно квалификационной таблице. Страны, не имеющие участников в числе 500 сильнейших спортсменов, могли претендовать только на квоты категории B в технических дисциплинах. По итогам квалификационного отбора сборная Японии завоевала 4 олимпийские лицензии.
Мужчины
| Соревнование      | Спортсмены | Скоростной спуск/ 1 спуск | Скоростной спуск/ 1 спуск | Слалом/ 2 спуск | Слалом/ 2 спуск | Всего   | Место | Отставание |
| Соревнование      | Спортсмены | Время                     | Место                     | Время           | Место           | Всего   | Место | Отставание |
| ----------------- | ---------- | ------------------------- | ------------------------- | --------------- | --------------- | ------- | ----- | ---------- |
| слалом            | Наоки Юаса | 52,89                     | 36                        | DNF             | DNF             | —       | —     | —          |
| гигантский слалом | Томоя Исии | 1:12,43                   | 35                        | 1:12,35         | 29              | 2:24,78 | 30    | +6,74      |

Женщины
| Соревнование      | Спортсмены     | Скоростной спуск/ 1 спуск | Скоростной спуск/ 1 спуск | Слалом/ 2 спуск       | Слалом/ 2 спуск       | Всего                 | Место                 | Отставание            |
| Соревнование      | Спортсмены     | Время                     | Место                     | Время                 | Место                 | Всего                 | Место                 | Отставание            |
| ----------------- | -------------- | ------------------------- | ------------------------- | --------------------- | --------------------- | --------------------- | --------------------- | --------------------- |
| слалом            | Аса Андо       | DNF                       | DNF                       | завершила выступление | завершила выступление | завершила выступление | завершила выступление | завершила выступление |
| гигантский слалом | Харуна Исикава | 1:16,49                   | 36                        | 1:12,50               | 31                    | 2:28,99               | 33                    | +8,97                 |

#### Лыжное двоеборье
Лыжное двоеборье остаётся единственной олимпийской дисциплиной в программе зимних Игр, в которой участвуют только мужчины. Квалификация спортсменов для участия в Олимпийских играх осуществлялась на основании специального квалификационного рейтинга FIS по состоянию на 21 января 2018 года. По итогам квалификационного отбора сборная Японии завоевала максимально возможные 5 олимпийские лицензии.
Мужчины
| Соревнование              | Спортсмены                                         | Прыжки с трамплина            | Прыжки с трамплина | Лыжная гонка | Лыжная гонка                            | Лыжная гонка | Итоговое время                          | Место | Отставание                          |
| Соревнование              | Спортсмены                                         | Результат                     | Место              | Гандикап     | Результат                               | Место        | Итоговое время                          | Место | Отставание                          |
| ------------------------- | -------------------------------------------------- | ----------------------------- | ------------------ | ------------ | --------------------------------------- | ------------ | --------------------------------------- | ----- | ----------------------------------- |
| нормальный трамплин/10 км | Акито Ватабэ                                       | 123,7                         | 3                  | +0:28        | 24:28,2                                 | 9            | 24:56,2                                 | 2     | +4,8                                |
| нормальный трамплин/10 км | Ёсито Ватабэ                                       | 114,3                         | 8                  | +1:05        | 25:11,2                                 | 29           | 26:16,2                                 | 12    | +1:24,8                             |
| нормальный трамплин/10 км | Хидэаки Нагаи                                      | 104,2                         | 14                 | +1:46        | 24:44,5                                 | 16           | 26:30,5                                 | 14    | +1:39,1                             |
| нормальный трамплин/10 км | Го Ямамото                                         | 104,0                         | 15                 | +1:46        | 26:11,1                                 | 42           | 27:57,1                                 | 33    | +3:05,7                             |
| большой трамплин/10 км    | Акито Ватабэ                                       | 138,9                         | 1                  | +0:00        | 24:05,0                                 | 20           | 24:05,0                                 | 5     | +12,5                               |
| большой трамплин/10 км    | Хидэаки Нагаи                                      | 121,0                         | 13                 | +1:12        | 24:08,2                                 | 22           | 25:20,2                                 | 12    | +1:27,7                             |
| большой трамплин/10 км    | Го Ямамото                                         | 124,5                         | 8                  | +0:58        | 24:34,2                                 | 32           | 25:32,2                                 | 16    | +1:39,7                             |
| большой трамплин/10 км    | Ёсито Ватабэ                                       | 110,6                         | 20                 | +1:53        | 24:14,9                                 | 26           | 26:07,9                                 | 20    | +2:15,4                             |
| эстафета                  | Ёсито Ватабэ Хидэаки Нагаи Го Ямамото Акито Ватабэ | 455,3 110,9 106,8 111,3 126,3 | 3 2 6 3 2          | +0:19        | 47:59,6 11:43,5 11:49,7 12:22,1 12:04,3 | 7 4 9 7      | 48:18,6 12:02,5 23:52,2 36:14,3 48:18,6 | 4     | +2:08,8 +22,7 +48,3 +2:05,0 +2:08,8 |

#### Лыжные гонки
Квалификация спортсменов для участия в Олимпийских играх осуществлялась на основании специального квалификационного рейтинга FIS по состоянию на 21 января 2018 года. Для получения олимпийской лицензии категории «A» спортсменам необходимо было набрать максимум 100 очков в дистанционном рейтинге FIS. При этом каждый НОК может заявить на Игры 1 мужчину и 1 женщины, если они выполнили квалификационный критерий «B», по которому они смогут принять участие в спринте и гонках на 10 км для женщин или 15 км для мужчин. По итогам квалификационного отбора сборная Японии завоевала 5 олимпийских лицензий категории «A», но впоследствии от трёх из них отказалась.
Мужчины
Дистанционные гонки
| Соревнование              | Спортсмены   | Результат | Место | Отставание |
| ------------------------- | ------------ | --------- | ----- | ---------- |
| 15 км свободным стилем    | Кэйсин Ёсида | 34:59,1   | 13    | +1:15,2    |
| скиатлон 15+15 км         | Кэйсин Ёсида | 1:18:23,0 | 25    | +2:03,0    |
| 50 км классическим стилем | Кэйсин Ёсида | 2:17:21,9 | 23    | +8:59,8    |

Женщины
Дистанционные гонки
| Соревнование              | Спортсмены   | Результат | Место | Отставание |
| ------------------------- | ------------ | --------- | ----- | ---------- |
| 10 км свободным стилем    | Масако Исида | 27:03,5   | 18    | +2:03,0    |
| скиатлон 7,5+7,5 км       | Масако Исида | 42:04,1   | 14    | +1:19,2    |
| 30 км классическим стилем | Масако Исида | 1:26:38,4 | 10    | +4:20,8    |

#### Прыжки на лыжах с трамплина
Квалификация спортсменов для участия в Олимпийских играх осуществлялась на основании специального квалификационного рейтинга FIS по состоянию на 21 января 2018 года. По итогам квалификационного отбора сборная Японии завоевала 9 олимпийских лицензий.
Мужчины
| Соревнование         | Спортсмены       | Квалификация  | Квалификация  | Финал     | Финал    | Финал     | Финал    | Финал | Финал | Итоговое место |
| Соревнование         | Спортсмены       | Результат     | Место         | 1 прыжок  | 1 прыжок | 2 прыжок  | 2 прыжок | Всего | Место | Итоговое место |
| Соревнование         | Спортсмены       | Результат     | Место         | Результат | Место    | Результат | Место    | Всего | Место | Итоговое место |
| -------------------- | ---------------- | ------------- | ------------- | --------- | -------- | --------- | -------- | ----- | ----- | -------------- |
| нормальный трамплин  | Нориаки Касай    | 117,7         | 20 Q          |           |          |           |          |       |       |                |
| нормальный трамплин  | Рёю Кобаяси      | 115,3         | 21 Q          |           |          |           |          |       |       |                |
| нормальный трамплин  | Дзюнсиро Кобаяси | 118,4         | 18 Q          |           |          |           |          |       |       |                |
| нормальный трамплин  | Дайки Ито        | 106,0         | 31 Q          |           |          |           |          |       |       |                |
| большой трамплин     | Нориаки Касай    |               |               |           |          |           |          |       |       |                |
| большой трамплин     | Таку Такэути     |               |               |           |          |           |          |       |       |                |
| большой трамплин     | Рёю Кобаяси      |               |               |           |          |           |          |       |       |                |
| большой трамплин     | Дзюнсиро Кобаяси |               |               |           |          |           |          |       |       |                |
| большой трамплин     | Дайки Ито        |               |               |           |          |           |          |       |       |                |
| командное первенство |                  | Не проводится | Не проводится |           |          |           |          |       |       |                |

Женщины
| Соревнование        | Спортсмены    | 1 прыжок  | 1 прыжок | 2 прыжок  | 2 прыжок | Всего | Место |
| Соревнование        | Спортсмены    | Результат | Место    | Результат | Место    | Всего | Место |
| ------------------- | ------------- | --------- | -------- | --------- | -------- | ----- | ----- |
| нормальный трамплин | Юки Ито       | 105,1     | 9        | 98,8      | 10       | 203,9 | 9     |
| нормальный трамплин | Каори Ивабути | 98,2      | 11       | 90,1      | 13       | 188,3 | 12    |
| нормальный трамплин | Юка Сэто      | 90,3      | 15       | 81,7      | 24       | 172,0 | 17    |
| нормальный трамплин | Сара Таканаси | 120,3     | 3        | 123,5     | 3        | 243,8 | 3     |

#### Сноуборд
По сравнению с прошлыми Играми в программе соревнований произошёл ряд изменений. Вместо параллельного слалома были добавлены соревнования в биг-эйре. Во всех дисциплинах, за исключением мужского сноуборд-кросса, изменилось количество участников соревнований, был отменён полуфинальный раунд, а также в финалах фристайла спортсмены стали выполнять по три попытки. Квалификация спортсменов для участия в Олимпийских играх осуществлялась на основании специального квалификационного рейтинга FIS по состоянию на 21 января 2018 года. Для каждой дисциплины были установлены определённые условия, выполнив которые спортсмены могли претендовать на попадание в состав сборной для участия в Олимпийских играх. По итогам квалификационного отбора сборная Японии завоевала 20 олимпийских лицензий, но впоследствии от четырёх из них отказалась.
Мужчины
Фристайл
| Соревнование | Спортсмены       | Квалификация | Квалификация | Квалификация | Квалификация | Финал                | Финал                | Финал                | Финал                | Итоговое место |
| Соревнование | Спортсмены       | Заезд        | 1 спуск      | 2 спуск      | Место        | 1 спуск              | 2 спуск              | 3 спуск              | Место                | Итоговое место |
| ------------ | ---------------- | ------------ | ------------ | ------------ | ------------ | -------------------- | -------------------- | -------------------- | -------------------- | -------------- |
| хафпайп      | Аюму Хирано      | 1            | 87,50        | 95,25        | 3 Q          | 35,25                | 95,25                | 43,25                | 2                    | 2              |
| хафпайп      | Райбу Китаяма    | 1            | 85,50        | 90,75        | 5 Q          | 85,75                | 25,00                | 87,00                | 7                    | 7              |
| хафпайп      | Юто Тоцука       | 1            | 80,00        | 65,25        | 10 Q         | 39,25                | 7,00                 | DNS                  | 11                   | 11             |
| хафпайп      | Таку Хираока     | 1            | 26,00        | 75,75        | 13           | завершил выступление | завершил выступление | завершил выступление | завершил выступление | 13             |
| слоупстайл   | Юри Окубо        | 2            | 24,45        | 75,05        | 8            | завершил выступление | завершил выступление | завершил выступление | завершил выступление | 14             |
| слоупстайл   | Хироаки Кунитакэ | 2            | 39,45        | 43,16        | 14           | завершил выступление | завершил выступление | завершил выступление | завершил выступление | 26             |
| биг-эйр      | Юри Окубо        | 1            | 84,25        | 44,25        | 9            | завершил выступление | завершил выступление | завершил выступление | завершил выступление | 18             |
| биг-эйр      | Хироаки Кунитаке | 2            | 37,25        | 36,75        | 17           | завершил выступление | завершил выступление | завершил выступление | завершил выступление | 33             |

Слалом
| Соревнование                   | Спортсмены  | Квалификация | Квалификация | Квалификация | Квалификация | 1/8 финала           | Четвертьфинал        | Полуфинал            | Финал                | Место |
| Соревнование                   | Спортсмены  | Синий курс   | Красный курс | Всего        | Место        | Соперник Результат   | Соперник Результат   | Соперник Результат   | Соперник Результат   | Место |
| ------------------------------ | ----------- | ------------ | ------------ | ------------ | ------------ | -------------------- | -------------------- | -------------------- | -------------------- | ----- |
| параллельный гигантский слалом | Масаки Сиба | 44,00        | 42,91        | 1:26,91      | 27           | завершил выступление | завершил выступление | завершил выступление | завершил выступление | 27    |

Женщины
Фристайл
| Соревнование | Спортсмены      | Квалификация | Квалификация | Квалификация | Квалификация | Финал                 | Финал                 | Финал                 | Финал                 | Итоговое место |
| Соревнование | Спортсмены      | Заезд        | 1 спуск      | 2 спуск      | Место        | 1 спуск               | 2 спуск               | 3 спуск               | Место                 | Итоговое место |
| ------------ | --------------- | ------------ | ------------ | ------------ | ------------ | --------------------- | --------------------- | --------------------- | --------------------- | -------------- |
| хафпайп      | Харуна Мацумото | 1            | 80,75        | 84,25        | 3 Q          | 70,00                 | 46,25                 | 65,75                 | 6                     | 6              |
| хафпайп      | Сэна Томита     | 1            | 59,50        | 66,75        | 7 Q          | 66,25                 | 34,50                 | 60,50                 | 8                     | 8              |
| хафпайп      | Куруми Имаи     | 1            | 54,75        | 50,00        | 15           | завершила выступление | завершила выступление | завершила выступление | завершила выступление | 15             |
| хафпайп      | Хикару Оэ       | 1            | 10,00        | 51,00        | 17           | завершила выступление | завершила выступление | завершила выступление | завершила выступление | 17             |
| слоупстайл   | Юка Фудзимори   | отменена     | отменена     | отменена     | отменена     | 63,73                 | 48,51                 | отменён               | 9                     | 9              |
| слоупстайл   | Асами Хироно    | отменена     | отменена     | отменена     | отменена     | 49,80                 | 27,26                 | отменён               | 12                    | 12             |
| слоупстайл   | Рэйра Ивабути   | отменена     | отменена     | отменена     | отменена     | 48,33                 | 31,06                 | отменён               | 14                    | 14             |
| слоупстайл   | Мияби Оницука   | отменена     | отменена     | отменена     | отменена     | 33,25                 | 39,55                 | отменён               | 19                    | 19             |
| биг-эйр      | Рэйра Ивабути   | 1            | 80,00        | 92,75        | 3 Q          | 79,75                 | 67,75                 | JNS                   | 4                     | 4              |
| биг-эйр      | Юка Фудзимори   | 1            | 82,00        | 94,25        | 2 Q          | 82,25                 | 40,50                 | JNS                   | 7                     | 7              |
| биг-эйр      | Мияби Оницука   | 1            | 81,75        | 86,50        | 7 Q          | 78,75                 | JNS                   | 40,25                 | 8                     | 8              |
| биг-эйр      | Асами Хироно    | 1            | 27,50        | 37,75        | 24           | завершила выступление | завершила выступление | завершила выступление | завершила выступление | 24             |

Слалом
| Соревнование                   | Спортсмены     | Квалификация | Квалификация | Квалификация | Квалификация | 1/8 финала                  | Четвертьфинал          | Полуфинал             | Финал                 | Место |
| Соревнование                   | Спортсмены     | Синий курс   | Красный курс | Всего        | Место        | Соперник Результат          | Соперник Результат     | Соперник Результат    | Соперник Результат    | Место |
| ------------------------------ | -------------- | ------------ | ------------ | ------------ | ------------ | --------------------------- | ---------------------- | --------------------- | --------------------- | ----- |
| параллельный гигантский слалом | Томока Такэути | 47,86        | 45,00        | 1:32,86      | 6 Q          | AUTЮ. Дуймовиц (11) В −0,17 | GERС. Йорг (3) П +0,62 | завершила выступление | завершила выступление | 5     |

#### Фристайл
По сравнению с прошлыми Играми изменения произошли в хафпайпе и слоупстайле. Теперь в финалах этих дисциплин фристайлисты стали выполнять по три попытки, при этом итоговое положение спортсменов по-прежнему определяется по результату лучшей из них. Квалификация спортсменов для участия в Олимпийских играх осуществлялась на основании специального квалификационного рейтинга FIS по состоянию на 21 января 2018 года. Для каждой дисциплины были установлены определённые условия, выполнив которые спортсмены могли претендовать на попадание в состав сборной для участия в Олимпийских играх. По итогам квалификационного отбора сборная Японии завоевала 16 олимпийских лицензий, но позднее отказалась от 5 из них.
Мужчины
Могул и акробатика
| Соревнование | Спортсмены     | Квалификация 1 | Квалификация 1 | Квалификация 2 | Квалификация 2 | Квалификация 2 | Финал 1              | Финал 1              | Финал 2              | Финал 2              | Финал 3              | Финал 3              | Итоговое место |
| Соревнование | Спортсмены     | Очки           | Место          | Очки           | Лучший         | Место          | Очки                 | Место                | Очки                 | Место                | Очки                 | Место                | Итоговое место |
| ------------ | -------------- | -------------- | -------------- | -------------- | -------------- | -------------- | -------------------- | -------------------- | -------------------- | -------------------- | -------------------- | -------------------- | -------------- |
| акробатика   | Наоя Табара    | 103,98         | 17             | 78,73          | 103,98         | 13             | завершил выступление | завершил выступление | завершил выступление | завершил выступление | завершил выступление | завершил выступление | 19             |
| могул        | Даити Хара     | 80,01          | 6 Q            | не участвовал  | не участвовал  | не участвовал  | 81,29                | 3 Q                  | 82,30                | 1 Q                  | 82,19                | 3                    | 3              |
| могул        | Со Эндо        | 75,73          | 13             | 75,38          | 75,73          | 6 Q            | 82,72                | 1 Q                  | DNF                  | —                    | завершил выступление | завершил выступление | 10             |
| могул        | Икума Хорисима | 80,35          | 5 Q            | не участвовал  | не участвовал  | не участвовал  | 79,67                | 7 Q                  | DNF                  | —                    | завершил выступление | завершил выступление | 11             |
| могул        | Нобуюки Ниси   | 75,17          | 16             | 75,15          | 75,17          | 8 Q            | 46,04                | 19                   | завершил выступление | завершил выступление | завершил выступление | завершил выступление | 19             |

Парк и пайп
| Соревнование | Спортсмены     | Квалификация | Квалификация | Квалификация | Финал                | Финал                | Финал                | Финал                | Итоговое место |
| Соревнование | Спортсмены     | 1 заезд      | 2 заезд      | Место        | 1 заезд              | 2 заезд              | 3 заезд              | Место                | Итоговое место |
| ------------ | -------------- | ------------ | ------------ | ------------ | -------------------- | -------------------- | -------------------- | -------------------- | -------------- |
| слоупстайл   | Тайсэй Ямамото | 56,00        | 70,40        | 20           | завершил выступление | завершил выступление | завершил выступление | завершил выступление | 20             |

Женщины
Могул и акробатика
| Соревнование | Спортсмены   | Квалификация 1 | Квалификация 1 | Квалификация 2 | Квалификация 2 | Квалификация 2 | Финал 1 | Финал 1 | Финал 2               | Финал 2               | Финал 3               | Финал 3               | Итоговое место |
| Соревнование | Спортсмены   | Очки           | Место          | Очки           | Лучший         | Место          | Очки    | Место   | Очки                  | Место                 | Очки                  | Место                 | Итоговое место |
| ------------ | ------------ | -------------- | -------------- | -------------- | -------------- | -------------- | ------- | ------- | --------------------- | --------------------- | --------------------- | --------------------- | -------------- |
| могул        | Ариса Мурата | 74,13          | 9 Q            | не участвовала | не участвовала | не участвовала | 70,77   | 18      | завершила выступление | завершила выступление | завершила выступление | завершила выступление | 18             |

Парк и пайп
| Соревнование | Спортсмены    | Квалификация | Квалификация | Квалификация | Финал                 | Финал                 | Финал                 | Финал                 | Итоговое место |
| Соревнование | Спортсмены    | 1 заезд      | 2 заезд      | Место        | 1 заезд               | 2 заезд               | 3 заезд               | Место                 | Итоговое место |
| ------------ | ------------- | ------------ | ------------ | ------------ | --------------------- | --------------------- | --------------------- | --------------------- | -------------- |
| хафпайп      | Аяна Онодзука | 74,60        | 84,80        | 5 Q          | 50,80                 | 77,20                 | 82,20                 | 5                     | 5              |
| хафпайп      | Саори Судзуки | 69,20        | 71,80        | 14           | завершила выступление | завершила выступление | завершила выступление | завершила выступление | 14             |
| хафпайп      | Юриэ Ватабэ   | 21,20        | 56,60        | 22           | завершила выступление | завершила выступление | завершила выступление | завершила выступление | 22             |

Ски-кросс
| Соревнование | Спортсмены    | Квалификация | Квалификация | 1/8 финала | 1/8 финала | Четвертьфинал         | Четвертьфинал         | Полуфинал             | Полуфинал             | Финал                 | Итоговое место |
| Соревнование | Спортсмены    | Результат    | Место        | Заезд      | Место      | Заезд                 | Место                 | Заезд                 | Место                 | Место                 | Итоговое место |
| ------------ | ------------- | ------------ | ------------ | ---------- | ---------- | --------------------- | --------------------- | --------------------- | --------------------- | --------------------- | -------------- |
| ски-кросс    | Рэйна Умэхара | 1:17,81      | 21           | 3          | 3          | завершила выступление | завершила выступление | завершила выступление | завершила выступление | завершила выступление | 22             |

### Хоккей

#### Женщины
Состав
| Номер | Имя            | Хват  | Рост, см | Вес, кг | Дата рождения | Клуб                   | Игры | ПШ | КН   | %ОБ   |
| ----- | -------------- | ----- | -------- | ------- | ------------- | ---------------------- | ---- | -- | ---- | ----- |
| 1     | Нана Фудзимото | левый | 164      | 56      | 03.03.1989    | Вортекс Саппоро        | 4    | 7  | 1,78 | 91,95 |
| 29    | Май Кондо      | левый | 166      | 56      | 04.04.1992    | FTS Mikage Gretz       | 0    | 0  | 0,00 | 0,00  |
| 30    | Аканэ Кониси   | левый | 166      | 61      | 14.08.1995    | Сэйбу Принцесс Рэббитс | 1    | 1  | 1,00 | 92,31 |

| Номер | Имя                 | Позиция    | Хват   | Рост, см | Вес, кг | Дата рождения | Клуб                     | Игры | Шайбы | Передачи |
| ----- | ------------------- | ---------- | ------ | -------- | ------- | ------------- | ------------------------ | ---- | ----- | -------- |
| 2     | Сиори Койкэ         | защитник   | левый  | 159      | 52      | 21.03.1993    | DK Peregrine             | 5    | 2     | 1        |
| 4     | Аяка Токо           | защитник   | правый | 161      | 58      | 22.08.1994    | Сэйбу Принцесс Рэббитс   | 5    | 1     | 0        |
| 6     | Сэна Судзуки (А)    | защитник   | левый  | 167      | 58      | 04.08.1991    | Сэйбу Принцесс Рэббитс   | 5    | 0     | 0        |
| 7     | Мика Хори           | защитник   | правый | 163      | 54      | 17.02.1992    | Тойота Сайнус            | 5    | 0     | 1        |
| 8     | Аканэ Хосоямада (А) | защитник   | правый | 163      | 59      | 09.03.1992    | DK Peregrine             | 5    | 0     | 1        |
| 9     | Аина Такэути        | защитник   | левый  | 167      | 65      | 16.08.1991    | Дайсин                   | 5    | 0     | 0        |
| 10    | Харуна Ёнэяма       | нападающий | левый  | 160      | 55      | 07.11.1991    | DK Peregrine             | 5    | 0     | 2        |
| 11    | Юриэ Адати          | нападающий | левый  | 155      | 51      | 26.04.1985    | Сэйбу Принцесс Рэббитс   | 5    | 0     | 0        |
| 12    | Тихо Осава (К)      | нападающий | правый | 162      | 63      | 10.02.1992    | DK Peregrine             | 5    | 0     | 1        |
| 13    | Моэко Фудзимото     | нападающий | левый  | 155      | 55      | 05.08.1992    | Тойота Сайнус            | 5    | 0     | 0        |
| 14    | Харука Токо         | нападающий | левый  | 167      | 64      | 16.03.1997    | Сэйбу Принцесс Рэббитс\| | 5    | 0     | 2        |
| 15    | Руи Укита           | нападающий | левый  | 169      | 71      | 06.06.1996    | Дайсин                   | 4    | 2     | 1        |
| 16    | Нахо Тэрасима       | нападающий | левый  | 157      | 58      | 02.05.1993    | Дайсин                   | 5    | 0     | 0        |
| 18    | Судзука Така        | нападающий | правый | 160      | 51      | 16.10.1996    | DK Peregrine             | 5    | 0     | 0        |
| 19    | Михо Сисиути        | нападающий | правый | 164      | 59      | 21.08.1992    | Тойота Сайнус            | 5    | 0     | 1        |
| 21    | Ханаэ Кубо          | нападающий | правый | 168      | 64      | 10.12.1982    | Сэйбу Принцесс Рэббитс   | 5    | 2     | 1        |
| 22    | Томоми Ивахара      | нападающий | левый  | 161      | 58      | 19.12.1987    | Сэйбу Принцесс Рэббитс   | 5    | 0     | 0        |
| 23    | Ами Накамура        | нападающий | левый  | 162      | 64      | 15.11.1987    | Сэйбу Принцесс Рэббитс\| | 5    | 0     | 0        |
| 27    | Сёко Оно            | нападающий | левый  | 158      | 59      | 05.09.1981    | FTS Mikage Gretz         | 5    | 1     | 1        |
| 28    | Аои Сига            | защитник   | левый  | 165      | 57      | 04.07.1999    | Obihiro Ladies           | 5    | 0     | 0        |

| Должность            | Имя             | Гражданство | Дата рождения |
| -------------------- | --------------- | ----------- | ------------- |
| Главный тренер       | Такэси Яманака  | Япония      | 30.01.1971    |
| Ассистент            | Масахито Харуна | Япония      | 16.07.1973    |
| Ассистент            | Юдзи Ийдзука    | Япония      | 17.05.1974    |
| Руководитель команды | Таэко Хосоя     | Япония      | 05.08.1961    |

Предварительный раунд
Группа B
|  | Команды, выходящие в четвертьфинал         |
|  | Команды, участвующие в матчах за 5-8 места |

| М | Сборная   | И | В | ВО | ПО | П | ШЗ | ШП | РШ  | О |
| - | --------- | - | - | -- | -- | - | -- | -- | --- | - |
| 1 | Швейцария | 3 | 3 | 0  | 0  | 0 | 13 | 2  | +11 | 9 |
| 2 | Швеция    | 3 | 2 | 0  | 0  | 1 | 11 | 3  | +8  | 6 |
| 3 | Япония    | 3 | 1 | 0  | 0  | 2 | 6  | 6  | 0   | 3 |
| 4 | Корея     | 3 | 0 | 0  | 0  | 3 | 1  | 20 | −19 | 0 |

Время местное (UTC+9).
| 10 февраля 2018 16:40 | Япония | 1 : 2 (0:1, 1:0, 0:1) | Швеция | Университет Квандон, Каннын Зрителей: 3762 |

| Отчёт                       | Отчёт                        | Отчёт                                                                          | Отчёт                   | Отчёт                                                                        |
| --------------------------- | ---------------------------- | ------------------------------------------------------------------------------ | ----------------------- | ---------------------------------------------------------------------------- |
|                             |                              |                                                                                |                         |                                                                              |
|                             | Нана Фудзимото — 00:00-59:12 | Вратари                                                                        | 00:00-60:00 — Сара Гран | Судьи: Кэти Гуэй Мелисса Школа Линейные судьи: Наташа Пагон Зузана Свободова |
|                             | Голы:                        |                                                                                |                         | Судьи: Кэти Гуэй Мелисса Школа Линейные судьи: Наташа Пагон Зузана Свободова |
| Руи Укита — 36:52 (Х. Кубо) | 0:1 :1 1:2                   | 02:21 — Фанни Раск (С. Кюллер, О. Карлссон) 41:53 — Сара Хьялмарссон (Э. Грам) |                         | Судьи: Кэти Гуэй Мелисса Школа Линейные судьи: Наташа Пагон Зузана Свободова |
|                             |                              |                                                                                |                         | Судьи: Кэти Гуэй Мелисса Школа Линейные судьи: Наташа Пагон Зузана Свободова |
|                             |                              |                                                                                |                         | Судьи: Кэти Гуэй Мелисса Школа Линейные судьи: Наташа Пагон Зузана Свободова |
|                             |                              |                                                                                |                         | Судьи: Кэти Гуэй Мелисса Школа Линейные судьи: Наташа Пагон Зузана Свободова |
| 2 мин                       | Штраф                        | 8 мин                                                                          |                         | Судьи: Кэти Гуэй Мелисса Школа Линейные судьи: Наташа Пагон Зузана Свободова |
|                             |                              |                                                                                |                         |                                                                              |
|                             | 31                           | Броски                                                                         | 26                      |                                                                              |

| 12 февраля 2018 16:40 | Швейцария | 3 : 1 (0:0, 2:0, 1:1) | Япония | Университет Квандон, Каннын Зрителей: 4033 |

| Отчёт | Отчёт                         | Отчёт                                 | Отчёт                        | Отчёт                                                                        |
| --- | ----------------------------- | ------------------------------------- | ---------------------------- | ---------------------------------------------------------------------------- |
| |                               |                                       |                              |                                                                              |
| | Флоренс Шеллинг — 00:00-60:00 | Вратари                               | 00:00-56:14 — Нана Фудзимото | Судьи: Габриэлла Бран Айна Хове Линейные судьи: Йенни Хайккинен Наташа Пагон |
| | Голы:                         |                                       |                              | Судьи: Габриэлла Бран Айна Хове Линейные судьи: Йенни Хайккинен Наташа Пагон |
| Сара Бенц (бол.) — 30:19 (Д. Рюегг, Л. Бенц) Сара Бенц (бол.) — 33:10 (К. Майер, Л. Штальдер) Алина Мюллер — 44:27 | 1:0 2:0 3:0 3:1               | 47:33 — Ханаэ Кубо (М. Хори, Х. Тока) |                              | Судьи: Габриэлла Бран Айна Хове Линейные судьи: Йенни Хайккинен Наташа Пагон |
| |                               |                                       |                              | Судьи: Габриэлла Бран Айна Хове Линейные судьи: Йенни Хайккинен Наташа Пагон |
| |                               |                                       |                              | Судьи: Габриэлла Бран Айна Хове Линейные судьи: Йенни Хайккинен Наташа Пагон |
| |                               |                                       |                              | Судьи: Габриэлла Бран Айна Хове Линейные судьи: Йенни Хайккинен Наташа Пагон |
| 10 мин | Штраф                         | 8 мин                                 |                              | Судьи: Габриэлла Бран Айна Хове Линейные судьи: Йенни Хайккинен Наташа Пагон |
| |                               |                                       |                              |                                                                              |
| | 18                            | Броски                                | 38                           |                                                                              |

| 14 февраля 2018 16:40 | Корея | 1 : 4 (0:2, 1:0, 0:2) | Япония | Университет Квандон, Каннын Зрителей: 4110 |

| Отчёт                               | Отчёт                     | Отчёт | Отчёт                      | Отчёт                                                                                   |
| ----------------------------------- | ------------------------- | --- | -------------------------- | --------------------------------------------------------------------------------------- |
|                                     |                           | |                            |                                                                                         |
|                                     | Син Со Джон — 00:00-60:00 | Вратари | 00:00-60:00 — Аканэ Кониси | Судьи: Драгомира Фиалова Николь Хертич Линейные судьи: Джессика Леклер Зузана Свободова |
|                                     | Голы:                     | |                            | Судьи: Драгомира Фиалова Николь Хертич Линейные судьи: Джессика Леклер Зузана Свободова |
| Рэнди Гриффин — 29:31 (Пак Юн Джон) | 0:1 0:2 1:2 1:3 1:4       | 01:07 — Ханаэ Кубо (Х. Токо, Р. Укита) 03:58 — Сёко Оно (С. Койкэ, Х. Ёнэяма) (бол.) 51:42 — Сиори Койкэ (А. Хосоямада, Х. Ёнэяма) (бол.) 03:58 — Сёко Оно (С. Койкэ, Х. Ёнэяма) (п.в.) |                            | Судьи: Драгомира Фиалова Николь Хертич Линейные судьи: Джессика Леклер Зузана Свободова |
|                                     |                           | |                            | Судьи: Драгомира Фиалова Николь Хертич Линейные судьи: Джессика Леклер Зузана Свободова |
|                                     |                           | |                            | Судьи: Драгомира Фиалова Николь Хертич Линейные судьи: Джессика Леклер Зузана Свободова |
|                                     |                           | |                            | Судьи: Драгомира Фиалова Николь Хертич Линейные судьи: Джессика Леклер Зузана Свободова |
| 6 мин                               | Штраф                     | 4 мин |                            | Судьи: Драгомира Фиалова Николь Хертич Линейные судьи: Джессика Леклер Зузана Свободова |
|                                     |                           | |                            |                                                                                         |
|                                     | 13                        | Броски | 44                         |                                                                                         |

Плей-офф за 5-8-е места
Полуфинал
| 18 февраля 2018 16:40 | Швеция | 1 : 2 (OT) (0:0, 1:1, 0:0, 0:1) | Япония | Университет Квандон, Каннын Зрителей: 3554 |

| Отчёт                        | Отчёт                   | Отчёт                                                                | Отчёт                        | Отчёт                                                                   |
| ---------------------------- | ----------------------- | -------------------------------------------------------------------- | ---------------------------- | ----------------------------------------------------------------------- |
|                              |                         |                                                                      |                              |                                                                         |
|                              | Сара Гран — 00:00-63:16 | Вратари                                                              | 00:00-63:16 — Нана Фудзимото | Судьи: Дина Аллен Айна Хове Линейные судьи: Джессика Леклер Жюстин Тодд |
|                              | Голы:                   |                                                                      |                              | Судьи: Дина Аллен Айна Хове Линейные судьи: Джессика Леклер Жюстин Тодд |
| Лиза Юханссон (мен.) — 26:25 | 0:1 :1 1:2              | 21:43 — Сиори Койкэ (Х. Ёнэяма, С. Оно) 63:16 — Аяка Токо (Т. Осава) |                              | Судьи: Дина Аллен Айна Хове Линейные судьи: Джессика Леклер Жюстин Тодд |
|                              |                         |                                                                      |                              | Судьи: Дина Аллен Айна Хове Линейные судьи: Джессика Леклер Жюстин Тодд |
|                              |                         |                                                                      |                              | Судьи: Дина Аллен Айна Хове Линейные судьи: Джессика Леклер Жюстин Тодд |
|                              |                         |                                                                      |                              | Судьи: Дина Аллен Айна Хове Линейные судьи: Джессика Леклер Жюстин Тодд |
| 8 мин                        | Штраф                   | 8 мин                                                                |                              | Судьи: Дина Аллен Айна Хове Линейные судьи: Джессика Леклер Жюстин Тодд |
|                              |                         |                                                                      |                              |                                                                         |
|                              | 29                      | Броски                                                               | 37                           |                                                                         |

Матч за 5-е место
| 20 февраля 2018 16:40 | Швейцария | 1 : 0 (1:0, 0:0, 0:0) | Япония | Университет Квандон, Каннын Зрителей: 3958 |

| Отчёт                   | Отчёт                         | Отчёт   | Отчёт                        | Отчёт                                                                                       |
| ----------------------- | ----------------------------- | ------- | ---------------------------- | ------------------------------------------------------------------------------------------- |
|                         |                               |         |                              |                                                                                             |
|                         | Флоренс Шеллинг — 00:00-60:00 | Вратари | 00:00-57:48 — Нана Фудзимото | Судьи: Габриэлла Гран Катарина Тимглас Линейные судьи: Шарлотт Жирар Фабр Вероника Юханссон |
|                         | Голы:                         |         |                              | Судьи: Габриэлла Гран Катарина Тимглас Линейные судьи: Шарлотт Жирар Фабр Вероника Юханссон |
| Эвелина Разелли — 03:19 | 1:0                           |         |                              | Судьи: Габриэлла Гран Катарина Тимглас Линейные судьи: Шарлотт Жирар Фабр Вероника Юханссон |
|                         |                               |         |                              | Судьи: Габриэлла Гран Катарина Тимглас Линейные судьи: Шарлотт Жирар Фабр Вероника Юханссон |
|                         |                               |         |                              | Судьи: Габриэлла Гран Катарина Тимглас Линейные судьи: Шарлотт Жирар Фабр Вероника Юханссон |
|                         |                               |         |                              | Судьи: Габриэлла Гран Катарина Тимглас Линейные судьи: Шарлотт Жирар Фабр Вероника Юханссон |
| 6 мин                   | Штраф                         | 4 мин   |                              | Судьи: Габриэлла Гран Катарина Тимглас Линейные судьи: Шарлотт Жирар Фабр Вероника Юханссон |
|                         |                               |         |                              |                                                                                             |
|                         | 14                            | Броски  | 20                           |                                                                                             |

Итог: По результатам женского хоккейного турнира сборная Японии заняла 6-е место.